# KZ-Außenlager Burgau

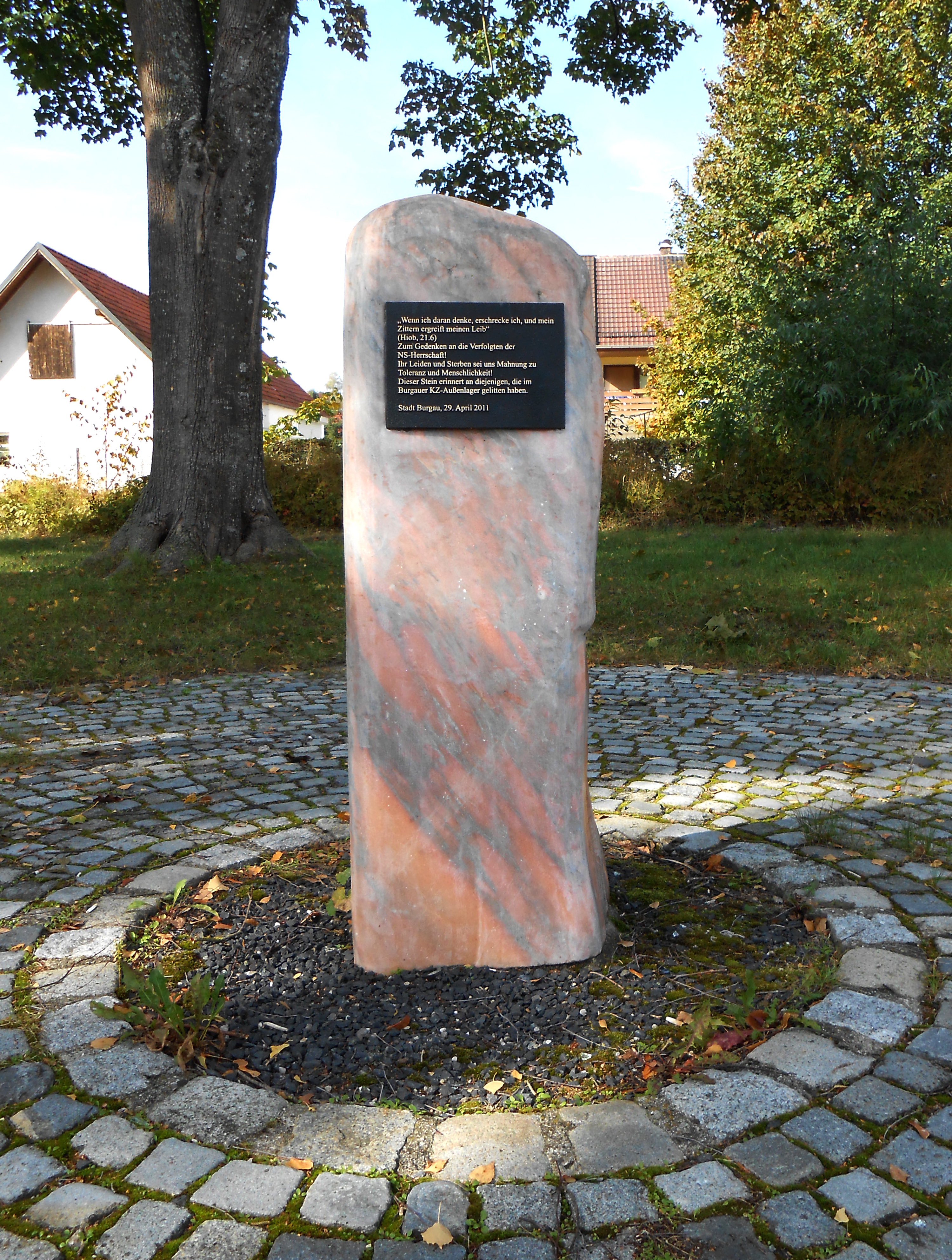
Seit 2011 gibt es in Burgau ein Mahnmal für das KZ-Außenlager Burgau (Foto 2018).

Das KZ-Außenlager Burgau war ein Außenlager des KZ Dachau im gleichnamigen Burgau, einer Stadt im schwäbischen Landkreis Günzburg nahe der Autobahn 8 (München–Stuttgart).
Das KZ-Außenlager entstand erst in der Schlussphase des Zweiten Weltkriegs. Es diente zur Unterbringung von KZ-Häftlingen, die bei der Produktion der Me 262, des ersten Strahlflugzeugs der Messerschmitt AG, im Waldlager Kuno I im Scheppacher Forst als Arbeitskräfte eingesetzt werden sollten. Zunächst kamen im Februar 1945 100 Männer und schließlich im März noch 979 jüdische Frauen ins KZ-Außenlager Burgau. Einige Jüdinnen waren schon auf dem Transport nach Burgau gestorben. Auch nach der Ankunft im KZ-Außenlager Burgau gab es Todesfälle. Hauptursache war oft Unterernährung.

## Geschichte
Die Bombardierung Augsburgs am 25. und 26. Februar 1944 fügte der Firma Messerschmitt A. G. so starke Schäden zu, dass nicht nur die Produktionsstätten zerstört worden waren, sondern auch 15.464 m² Bürofläche für die Messerschmitt-Verwaltung in Augsburg verloren ging. Da die Firma Messerschmitt als Rüstungsbetrieb kriegswichtig war, musste rasch Ersatz für den Verlust der Produktions- und Betriebsgebäude gefunden werden. Allerdings wurde schnell deutlich, dass dies nicht einfach war, da allein schon ca. 3.600 m² Arbeitsraum für die Verwaltung fehlten. Auch der Druck, die Produktion von Augsburg weg in ländliche Gebiete zu verlagern, nahm seitens der NS-Behörden zu.
So kam es, dass in Burgau ein geeigneter Standort in Form eines unbebauten Grundstückes für die Betriebsverlagerung der Messerschmitt A. G. gefunden wurde. Rasch wurden hier die Zweigbetriebe Güterverwaltung Burgau / Betriebsabrechnung und Kuno A. G. Werk I Burgau angesiedelt. Ende März 1945 waren die Verwaltungsbaracken in Burgau aufgebaut. Im Juni kam die Belegschaft der Messerschmitt A. G. nach Burgau. Mit dem Bau des Waldwerkes Kuno I im Scheppacher Forst wurde im September 1944 begonnen.
Die seit März 1944 für Verwaltungsaufgaben von der Firma Messerschmitt benutzten 14 Holzbaracken wurden teilweise ab Februar 1945 zu einem KZ-Außenlager von Dachau umfunktioniert. 100 männliche KZ-Häftlinge des Außenlagers Pfersee des Konzentrationslagers Dachau trafen als Vorauskommando ein, um im Waldwerk Kuno I zu arbeiten und um das KZ-Außenlager Burgau einzurichten. In der Nacht vom 3. zu 4. März und am Tag darauf trafen 979 Häftlinge ein, jüdische Frauen und Mädchen aus Polen und Ungarn, aus den Konzentrationslagern Bergen-Belsen und Ravensbrück. Bereits auf dem 16 Tage dauernden Transport dorthin starben Häftlinge und wurden u. a. am Bahnhof Bayreuth und Bahnhof Augsburg-Hochzoll ausgeladen. Die Arbeits- und Lebensbedingungen im Kuno Werk I im Scheppacher Forst beim Flugzeugbau und im KZ-Außenlager waren unmenschlich. Als größtes Problem schilderten die Häftlinge den Hunger und die Schikanen. 18 Tote wurden auf dem jüdischen Friedhof in Ichenhausen begraben.
Das Lager wurde vor den heranrückenden amerikanischen Truppen geräumt. Die Häftlinge wurden ab Anfang April 1945 mit der Bahn bis KZ-Außenlager Kaufering VI – Türkheim abtransportiert. Bei der Evakuierung dieses Lagers mussten sie zu Fuß weiter Richtung KZ-Außenlager München-Allach gehen. Mindestens 60 Häftlinge kamen bei dem Todesmarsch um. In Allach wurden die Überlebenden schließlich befreit.

## Nachkriegszeit
Das KZ-Außenlager wurde nach dem Einmarsch der US-Armee folgendermaßen genutzt:
Vom 1. Mai 1945 bis 15. Oktober 1945 wurde es als Ausländerlager verwendet, untergebracht waren 600 bis 1800 Ausländern (u. a. ehemalige Zwangsarbeiter), die von der UNRRA betreut wurden. Vom 16. Oktober 1945 bis 25. April 1946 war es belegt zur Inhaftierung von SS-Leuten (Deutsche SS, zwischen 600 und 1200 Mann). Vom 26. April 1946 bis 9. Mai 1946 blieb das Lager unbelegt, bewacht wurde es von amerikanischen Truppen. Vom 10. Mai 1946 bis 8. Juli 1946 wurde es benutzt als russisches Kriegsgefangenen-Lager. Am 10. Mai 1946 kamen 789 Russen in das Lager. Es handelt sich hier um Russen, die auf deutscher Seite unter dem Kommando des Generals Wassow gekämpft haben. Am 8. Juli 1946 um 8.41 Uhr haben 761 Russen das Lager verlassen; sie sind angeblich nach Bad Aibling gekommen, sollten aber im Laufe des Juli wieder nach Burgau zurückkehren.  Dies geschah nicht. Vom 9. Juli 1946 bis 8. Oktober 1946 stand das Lager leer, weil es von der Militärregierung nicht freigegeben war; bewacht wurden die leeren Baracken von 5 amerikanischen Soldaten. Am 9. Oktober 1946 wurde das Lager an den Flüchtlingskommissar in Günzburg übergeben und dann viele Jahre als Unterkunft für die Flüchtlinge und Heimatvertriebene verwendet.
Der Lagerkommandant Johann Kresse alias Kullik wurde in den Dachauer Prozessen am 3. März 1947 zu fünf Jahren Haft verurteilt.

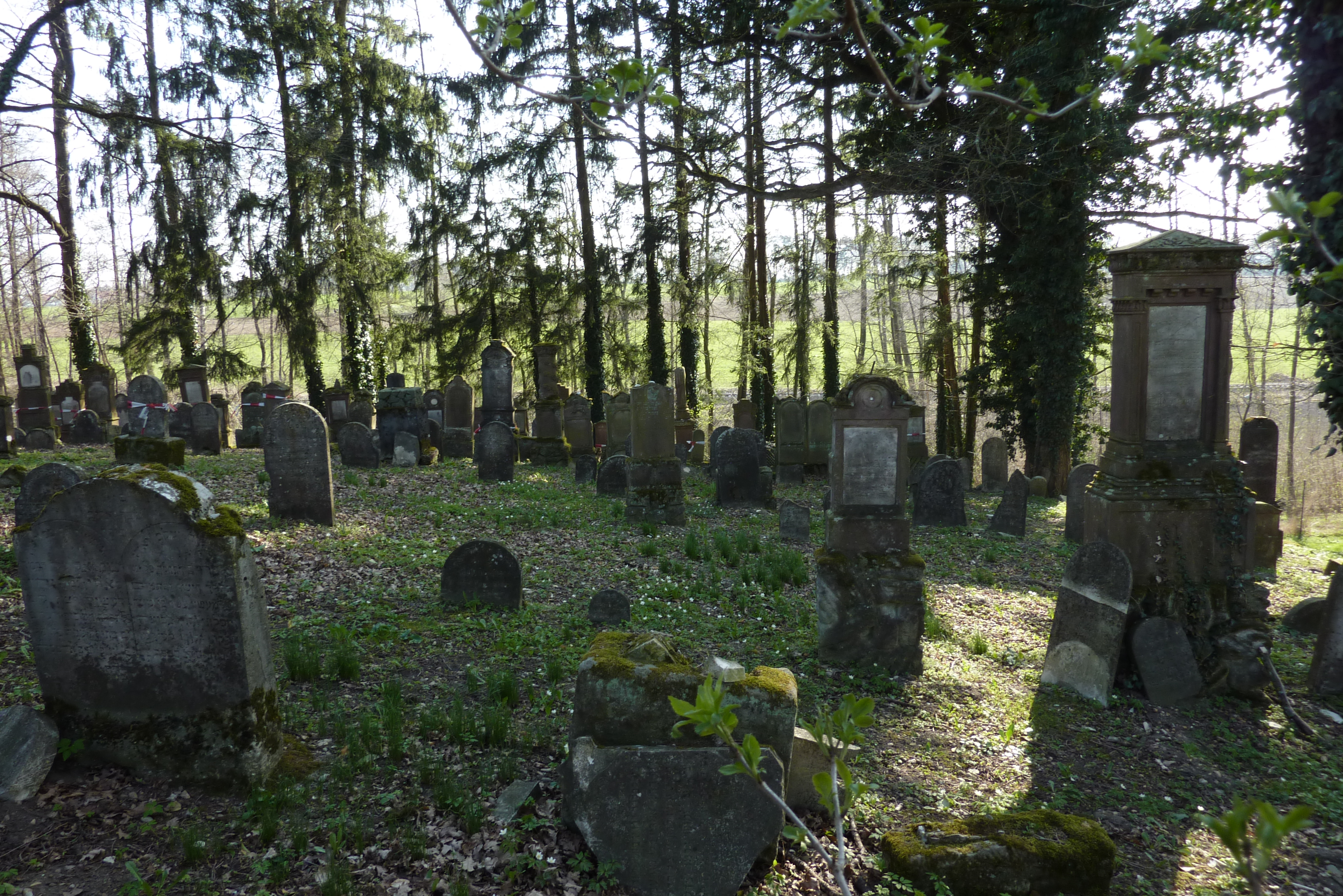
Jüdischer Friedhof Ichenhausen (Foto 2010)

## Gedenken
Die 18 ungarischen jüdischen KZ-Opfer aus Burgau wurden auf dem bereits vorher bestehenden jüdischen Friedhof Ichenhausen bestattet.
Im April 2011 wurde in Burgau ein kleiner Gedenkstein für das Burgauer KZ-Außenlager und die Verfolgten der NS-Herrschaft eingeweiht.